# Dolmen von Goudère

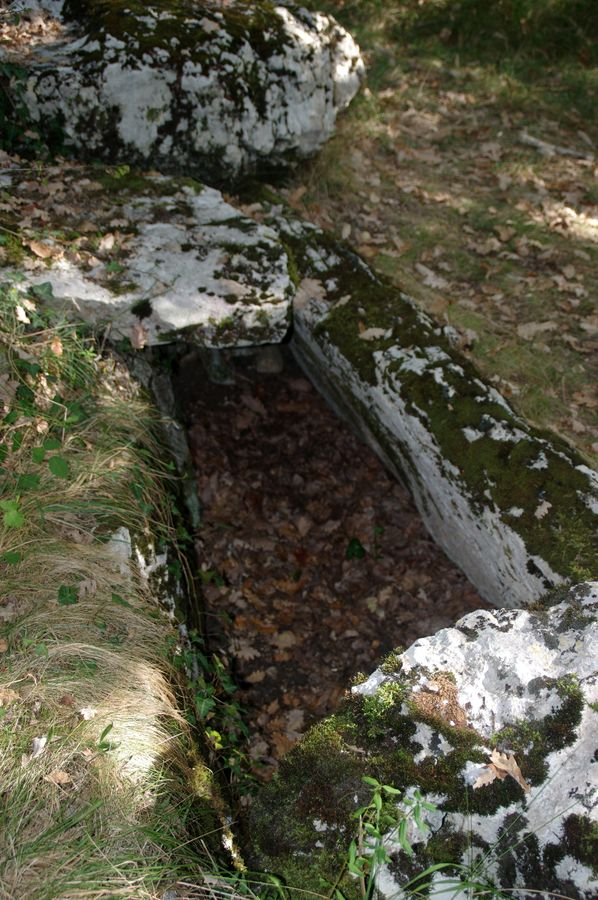
Dolmen von Goudère

Der Dolmen von Goudère (auch Chaire de Saint-Martin, Peyro de San Marti oder Pierre de Saint-Martin genannt) liegt auf einem Kamm nördlich des Dorfes Gabre im Département Ariège in Frankreich, an der alten Straße, die östlich von Le Mas-d’Azil Gabre mit La Goutte verbindet. Dolmen ist in Frankreich der Oberbegriff für neolithische Megalithanlagen aller Art (siehe: Französische Nomenklatur).

## Beschreibung
Der kleine, eingetiefte bodenbündige Dolmen besteht aus einer zwei Meter langen, schmalen Kammer, die ungefähr Ost-West orientiert ist. Die Kammer ist im Westen, wo sie von einer soliden Endplatte verschlossen ist, etwas breiter und verjüngt sich gegen Osten hin, wo sie von einem kleinen Trockenmauerwerkstapel aus Kalkstein begrenzt wird. Der Dolmen ist gut erhalten, da er in einem Tumulus liegt, der wenig abgetragen wurde. Im Jahr 1864 wurde während der ersten Ausgrabung durch Abbé Pouech die etwa 2,0 × 2,0 Meter große Deckplatte abgehoben und verschoben. Abbé Jean-Jacques Pouech (1814–1892) war ein französischer Geologe und Paläontologe, der sich auch um die frühe Archäologie Südfrankreichs verdient machte.
Der Dolmen ist seit 1889 als Monument historique registriert.
In der Nähe liegen der Dolmen von Cap del Pouech und die Höhle von Mas d’Azil.